# Jacqueline Lorient
Jacqueline Lorient (Bordeaux, 13 maggio 1928 – Bordeaux, 8 giugno 2000) è stata una schermitrice francese, vincitrice di una medaglia d'argento ai campionati mondiali di scherma.